# Heinrich Gärtner

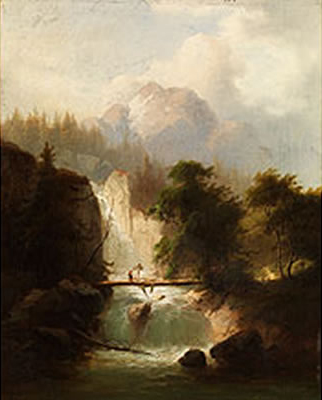
Heinrich Gärtner – Wodospad z drewnianym mostkiem w górach

Heinrich Gärtner (ur. 22 lutego 1828 w Neustrelitz, zm. 19 lutego 1909 w Dreźnie) – niemiecki malarz pejzażysta.

## Życiorys
Rysunku uczył się u grawera Ferdinanda Ruscheweyha. W 1845 studiował malarstwo pejzażowe u Wilhelma Schirmera w Berlinie, a w 1847 pod kierunkiem Ludwiga Richtera w Dreźnie. W 1856 udał się do Rzymu by kontynuować naukę u Petera von Corneliusa i studiować dzieła dawnych mistrzów. Po powrocie do Niemiec wziął udział w wystawie w Lipsku, gdzie otrzymał II nagrodę. W latach 1854–1888 wystawiał w Monachium i Dreźnie.

## Twórczość
Gärtner dążył do połączenia stylizowanego malarstwa pejzażowego z wymogami nowoczesnej wówczas kolorystyki. Wykonał kilka cykli pejzażowych ze sztafażem, m.in. malowidła ścienne w willach Adalberta von Lanny w Pradze i Gmunden oraz 10 obrazów temperą z cyklu Leben der Psyche w willi Dürra, radnego miejskiego w Connewitz pod Lipskiem. Zlecono mu namalowanie niektórych dekoracji ściennych w nowym Teatrze Dworskim w Dreźnie, a następnie cyklu 12 malowideł enkaustycznych w Sali Rzeźby w Muzeum w Lipsku, przedstawiających rozwój twórczości rzeźbiarskiej od starożytności do czasów nowożytnych (1879). Po zwycięstwie w konkursie na dekorację klatki schodowej w Muzeum Rolnictwa w Berlinie wykonał tam w latach 1883–1885 trzy duże kompozycje pejzażowe. Inne znane dzieła Gärtnera, to Sommerabend (1854) oraz Die Rückkehr des verlorenen Sohnes (1859).
W Polsce można oglądać jego wielkoformatowy obraz olejny Ifigenię w Taurydzie (1893), znajdujący się w auli budynku I Liceum Ogólnokształcące im. Adama Mickiewicza w Olsztynie.